# Avenida Corrientes

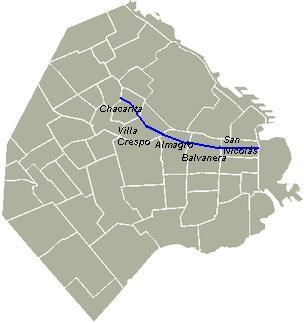
Verlauf der Avenida Corrientes

Die Avenida Corrientes ist eine der Hauptdurchgangsstraßen der argentinischen Hauptstadt Buenos Aires. Die Straße ist eng verbunden mit der Geschichte des Tango Argentino und identitätsstiftend für die Porteños, also die Einwohner von Buenos Aires. Sie wird auch als „Straße, die niemals schläft“ und als „Broadway von Buenos Aires“ bezeichnet.
Wie die parallel verlaufenden Straßen Avenida Santa Fe, Av. Córdoba und Av. San Juan, hat sie ihren Namen nach einer argentinischen Provinz.

## Beschreibung
Die Avenida Corrientes verläuft über 69 Blöcke (ein Block entspricht ca. 110 Metern) von der Avenida Eduardo Madero im östlich gelegenen Stadtteil Puerto Madero Richtung Westen und Nordwesten und endet an der Avenida Federico Lacroze im Stadtteil Chacarita, wobei sie eine Einbahnstraße von West nach Ost ist. Die Linie B der U-Bahn verläuft zum größten Teil unter ihr.
Die Asociación Amigos de la Calle Corrientes ("Freundeskreis der Avenida Corrientes") ist eine Vereinigung zur städtebaulichen Planung der Straße. Bisher hat sie an 40 Straßenecken Gedenktafeln anbringen lassen, die an bedeutende Persönlichkeiten des Tangos erinnern.

### Geschichte
Im 17. Jahrhundert hieß die Straße „del Sol“, von 1738 bis 1808 „San Nicolás“ und von 1808 bis 1822 „Incháurregui“, seitdem trägt die Avenida Corrientes ihren derzeitigen Namen. Bis ins 19. Jahrhundert war die Straße nur von durchschnittlicher Breite. Nach der Expansion der Stadt Richtung Westen um 1880 nahm der Verkehr rapide zu. 1887 wurde die erste Pferde-Tram auf der Avenida Corrientes eingerichtet, aber diese genügte schon bald nicht mehr den Bedürfnissen. 1910 unterzeichnete der Bürgermeister Joaquín Samuel de Anchorena ein Gesetz zur Verbreiterung der Straße.
Der Plan sah zahlreiche Abrisse von Gebäuden auf der Nordseite der Straße vor, was zu erheblichem Widerstand von betroffenen Eigentümern, Einzelhändlern, aber auch von Intellektuellen wie Roberto Arlt führte. Eine Art Staatsstreich 1930 machte jedoch den Weg frei zur Durchführung des Plans. 1936 waren die Arbeiten abgeschlossen. Die feierliche Eröffnung der „neuen“ Straße fiel mit der Konstruktion des Obelisken auf der Kreuzung mit der Avenida 9 de Julio zusammen, heute eines der Wahrzeichen der Stadt. Wenn heute von der Avenida Corrientes vor der Erweiterung gesprochen wird, wird der Terminus „Corrientes Angosta“ (Schmale Corrientes) benutzt. 

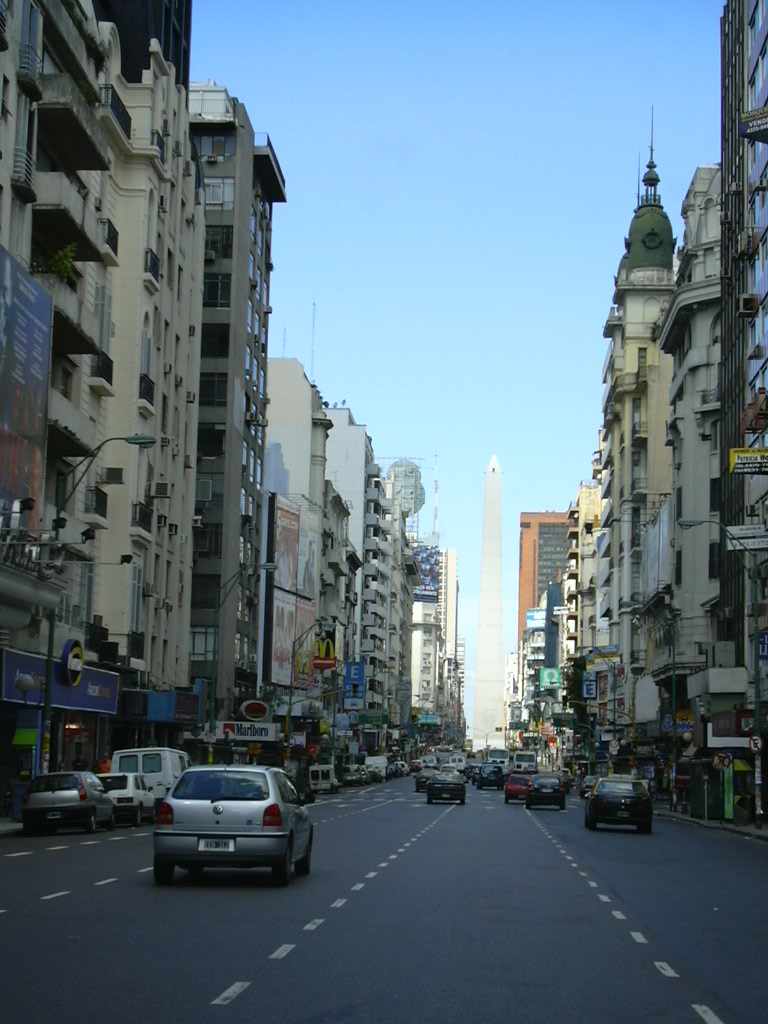
Av. Corrientes mit Blick auf den Obelisken

### Sehenswürdigkeiten
- Luna Park, Sport- und Veranstaltungszentrum
- Hauptpostamt
- Microcentro Finanzzentrum
- Fußgängerzone Florida-Straße
- Teatro Ópera und viele andere Theater
- Der Obelisk von Buenos Aires auf der Kreuzung mit der Avenida 9 de Julio.
- Centro Cultural General San Martín
- La Plaza-Complex, ein privates Unternehmen mit Theatern und Restaurants

### Off-Corrientes
"Off-Corrientes" bezeichnet (in Anlehnung an “Off-Broadway”) die alternative Theaterszene. Hierzu gehört auch das „Centro Ricardo Rojas“, das bekannt ist für seine experimentelle Kunst. Es befindet sich aber direkt auf der Avenida Corrientes. 

## Stadtteile
Die Avenida Corrientes durchquert die folgenden Stadtteile von Buenos Aires:

### Once
Dieser Teil von Balvanera ist eine ehemals jüdische Nachbarschaft, bekannt für Textil-Groß- und Einzelhandel, heute auch Heimat für andere Nationalitäten, u. a. Koreaner und Peruaner. 

### Abasto
Im nordwestlichen Teil von Balvanera, hinter der Avenida Pueyrredón, hat der Tangosänger Carlos Gardel gelebt. Vor einigen Jahren noch eine recht baufällige Gegend, erlebt sie mittlerweile ein Comeback. Der Name leitet sich von dem ehemaligen Obst- und Gemüsemarkt ab, in dem heute das größte Einkaufszentrum der Stadt (Abasto) untergebracht ist.

### Almagro
Almagro ist ein ruhiges Wohnviertel, geprägt von Mehrfamilienhäusern. Das Zentrum des Viertels ist die Kreuzung der Avenidas Medrano und Rivadavia.

### Villa Crespo
Villa Crespo ist eine weitere jüdische Nachbarschaft. Hier spielt ein Großteil des Romans „Adán Buenosayres“ von Leopoldo Marechal. Villa Crespo ist auch Heimat des Fußballvereins Club Atlético Atlanta und von Osvaldo Pugliese.

## Corrientes in der Tangomusik
Die Avenida Corrientes wird in vielen Tangos erwähnt, die bekanntesten sind:
- A media luz von Carlos César Lenzi und Edgardo Donato
- Calle Corrientes von Alberto Vaccarezza und Enrique Delfino
- Corrientes angosta von Ángel "Pocho" Gatti
- Corrientes y Esmeralda von Celedonio Flores und Francisco Pracánico
- Tristezas de la calle Corrientes von Homero Espósito und Domingo Federico, 1942
- Pucherito de gallina von Roberto Medina